# Eudistylia polymorpha
Espèce
Synonymes
- Bispira polymorpha Johnson, 1901[2]
- Distylia monterea Chamberlin, 1919[2]
- Eudistylia intermedia Bush, 1905[2]

Eudistylia polymorpha est une espèce de vers tubicoles marins polychètes de la famille des Sabellidae.

## Habitat et répartition
Cette espèce est présente dans les eaux au large de la Californie et dans la baie de Monterey.

## Description
Dans sa description originale, l'auteur indique que la taille moyenne des spécimens (hors branchies) est de 95 mm pour un diamètre maximal de 6 mm (respectivement 150 mm et 12 mm pour le plus grand spécimen). 

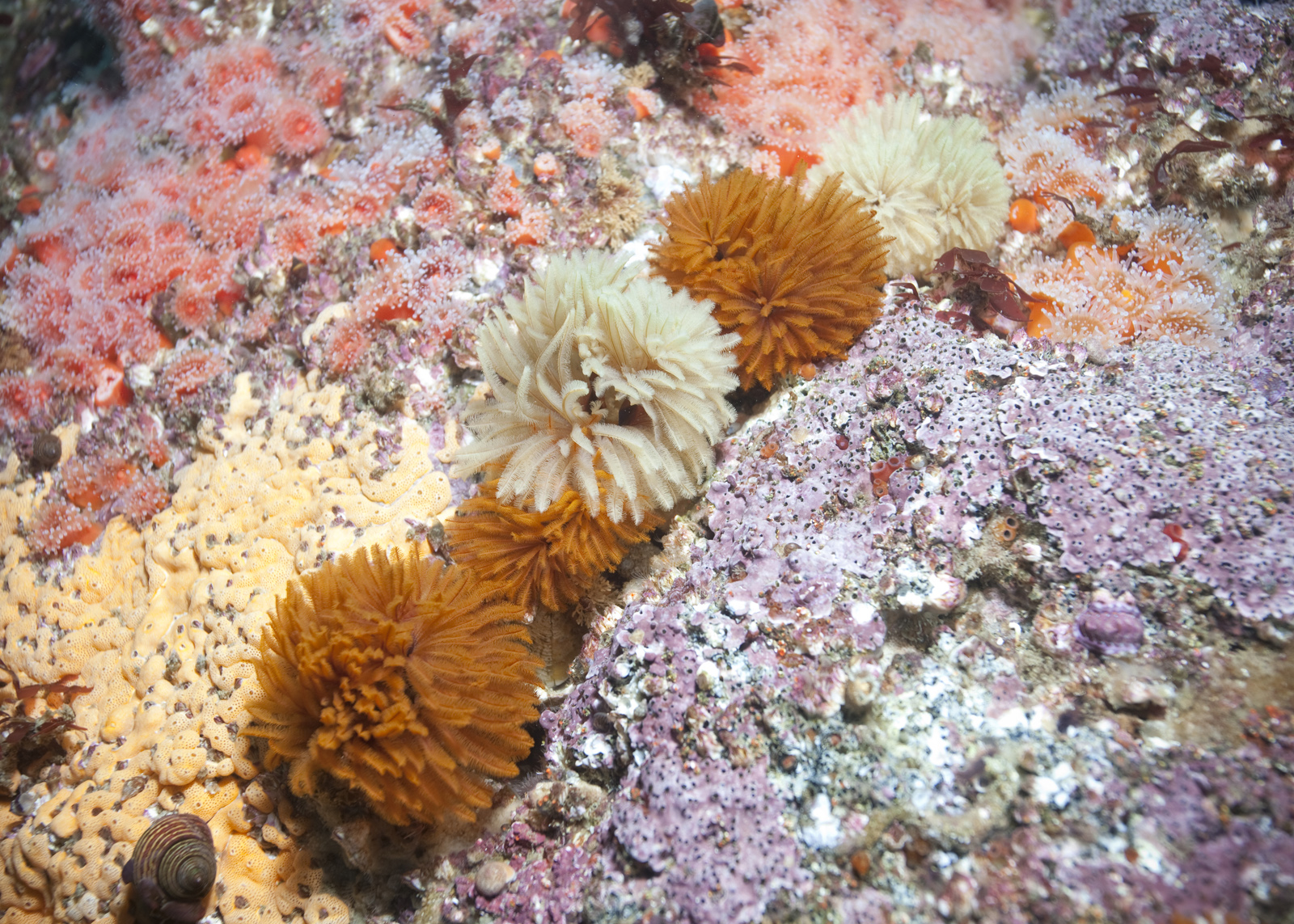

## Étymologie
Son nom spécifique, du grec ancien πολύμορφος, polúmorphos, « multiforme », lui a été donné en référence à la grande variabilité d'aspect et de coloration de ses branchies. 

## Publication originale
- Johnson, 1901 : The Polychaeta of the Puget Sound region. Proceedings of the Boston Society for Natural History, vol. 29, n. 18, pp. 381-437 (texte intégral) (en).